# Israeli Apartheid Week

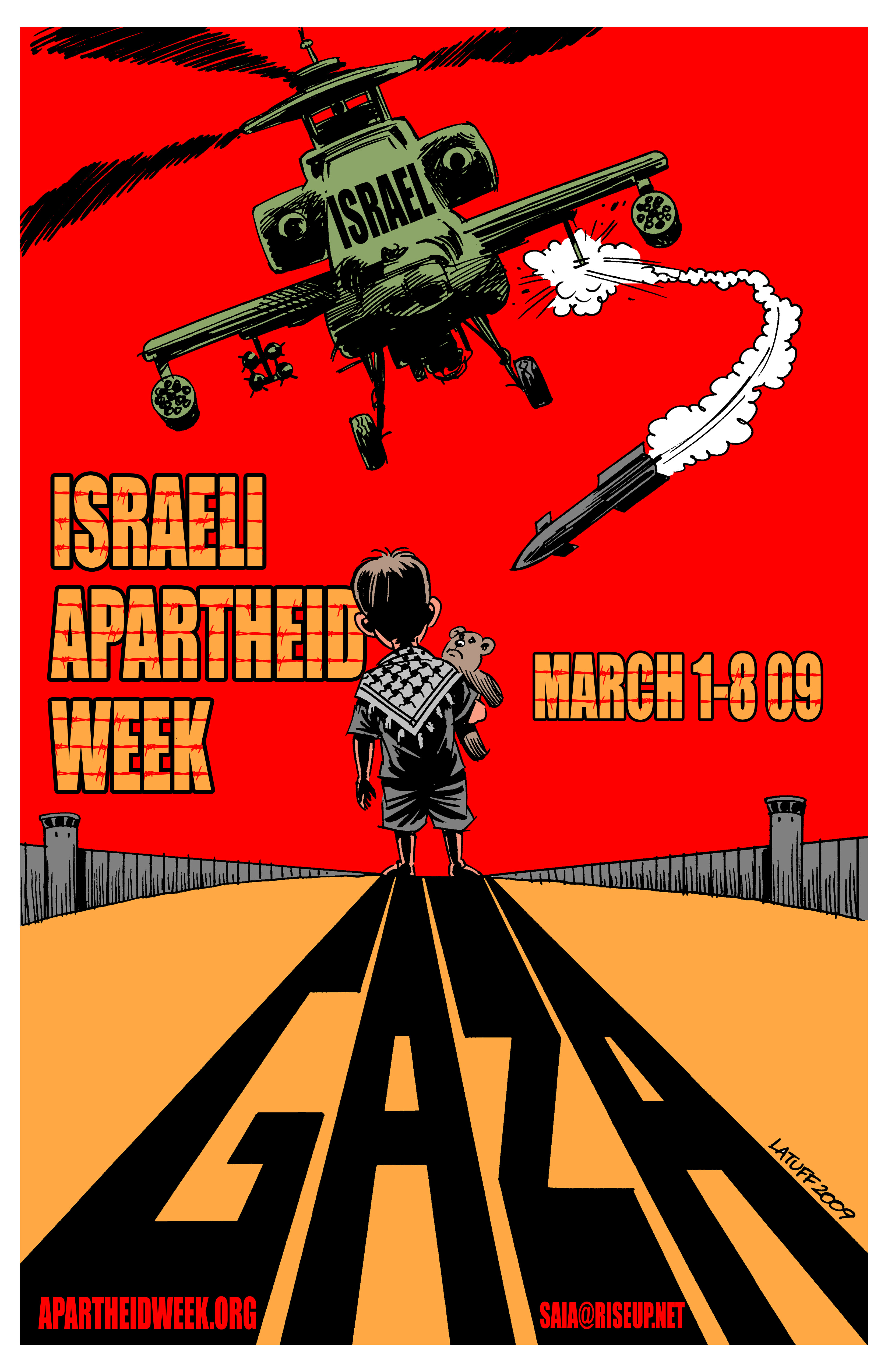
Plakat für die Israeli Apartheid Week aus dem Jahr 2009 von Carlos Latuff, dem 2. Preisträger des Holocaust-Karikaturen-Wettbewerbs 2006

Die Israeli Apartheid Week findet jährlich im Februar/März in Form von Kundgebungen und Universitätsveranstaltungen in den Vereinigten Staaten, Kanada, England, Südafrika und anderen Ländern in etwa 100 Städten statt. Die Aktion begann 2005 in Toronto und wurde den Veranstaltern zufolge von „Palästinensern, jüdischen Antizionisten und Südafrikanern“ vorangetrieben. Sie dient zur weltweiten Unterstützung der Kampagne Boycott, Divestment and Sanctions.

## Ziel
Ziel der Veranstaltungen ist es laut Aussage der Organisatoren, die internationale Öffentlichkeit gegen das von den Veranstaltern so bezeichnete „Apartheidsregime“ Israel zu mobilisieren und zu einem allgemeinen Boykott gegen Israel und dem Rückzug von ausländischen Investitionen aufzurufen, nach dem Vorbild der Sanktionen gegen das südafrikanische Apartheidregime in den 1980er Jahren. Die Veranstalter fordern die volle Gleichberechtigung der israelischen Araber, die Entfernung der israelischen Sperranlagen sowie das Ende der israelischen Besatzung und der „Kolonisierung der besetzten Gebiete“. Ein weiterer Punkt ist das Recht auf Rückkehr für die palästinensischen Flüchtlinge, dabei berufen sich die Veranstalter auf die UN-Resolution 194.
Zu den Rednern der Israeli Apartheid Week gehörten der Knesset-Abgeordnete Jamal Zahalka im Jahr 2007 sowie der ehemalige Knesset-Abgeordnete Azmi Bischara. Laut Zahalka existiert eine Apartheidssituation im Westjordanland: „Es gibt Straßen ausschließlich für Juden, es gibt Checkpoints und eine Ausgangssperre. Die Bevölkerung ist getrennt. Die Menschenrechte der Palästinenser werden komplett verletzt“.

## Kritik
Kritiker bezeichnen die Veranstaltungsreihe als offene Manifestation von Antisemitismus. Der israelische Botschafter in Großbritannien, Ron Prosor, kommentierte im Daily Telegraph:

„Israel sieht sich einer verschärften Kampagne der Delegitimisierung, Dämonisierung und der Doppelstandards gegenüber. Großbritannien ist zur Brutstätte radikal antiisraelischer Haltungen und eine Oase für unredliche Forderungen nach einer ‚Ein-Staaten-Lösung‘ geworden – ein euphemistischer Name für die Forderung nach der Zerstörung Israels.“

John Mann, britischer Labour-Abgeordneter und Vorsitzender der parteiübergreifenden Parlamentariergruppe gegen Antisemitismus, betonte die diskriminierende Praxis der Boykottaufrufe der Israeli Apartheid Week:

„Boykotte helfen in keiner Weise bei der Herstellung von Frieden und Versöhnung im Nahen Osten, sondern sorgen dafür, dass sich jüdische Studenten, Akademiker und ihre Kollegen auf britischen Universitäten isoliert und schikaniert sehen.“

Von israelischer Seite wurde sie als „crude propagandism, pure hypocrisy and cynical manipulation of the student body“ (krude Propaganda, reine Heuchelei und zynische Manipulation der Studentenschaft) bezeichnet.
Bei den Veranstaltungen vermischen sich laut Manfred Gerstenfeld regelmäßig Antiisraelismus und Antisemitismus. 2008 etwa behauptete der antiisraelische Aktivist Ward Churchill, ein ehemaliger Hochschulprofessor, der 2007 wegen akademischen Fehlverhaltens entlassen worden war, während eines Protestmarsches, dass der Massenmord an den Juden „kein fester Bestandteil der Nazipolitik“ gewesen sei.
Avi Benlolo, Webmaster von friendsofsimonwiesenthalcenter.com, bezeichnete die Veranstaltungen als:

“Fallacy and travesty, that promotes anti-semitism on canadian university campuses.”

„Täuschung und Travestie, die Antisemitismus an kanadischen Hochschulen bewirbt.“

Dieser Vorwurf wurde von David Naylor, Präsident der Universität von Toronto, zurückgewiesen, indem er auf die einmalige Rolle der Universitäten verwies, sicheren Raum für kontroverse Diskussionen zu bieten.